# 조선로동당 군수공업부

조선로동당의 구조

조선로동당 군수공업부(朝鮮勞動黨軍需工業部)는 조선민주주의인민공화국 조선로동당의 중앙위원회 비서국에 속하는 전문 부서의 하나이다. 당의 군수공업정책을 집행하는 기관이다. 산하에 제2경제위원회를 두고 있다.

## 연혁
- 1970년대 중반: 조선로동당에 기계공업부 설치
- 1993년 1월: 군수공업부로 명칭 변경
- 2010년 9월: 기계공업부로 변경
- 2016년 1월: 군수공업부로 다시 변경[1]